# هرمزآباد (سمیرم)
هرمزآباد (سمیرم)، روستایی از توابع بخش مرکزی شهرستان سمیرم در استان اصفهان ایران است.

## جمعیت
این روستا در دهستان وردشت قرار دارد و براساس سرشماری مرکز آمار ایران در سال ۱۳۸۵، جمعیت آن ۶۹ نفر (۱۷خانوار) بوده‌است.
هرمز شاه در این روستا اردوگاه داشته و به همین دلیل هرمز آباد نام گذاری شده است 